# 雪康·顿珠彭措

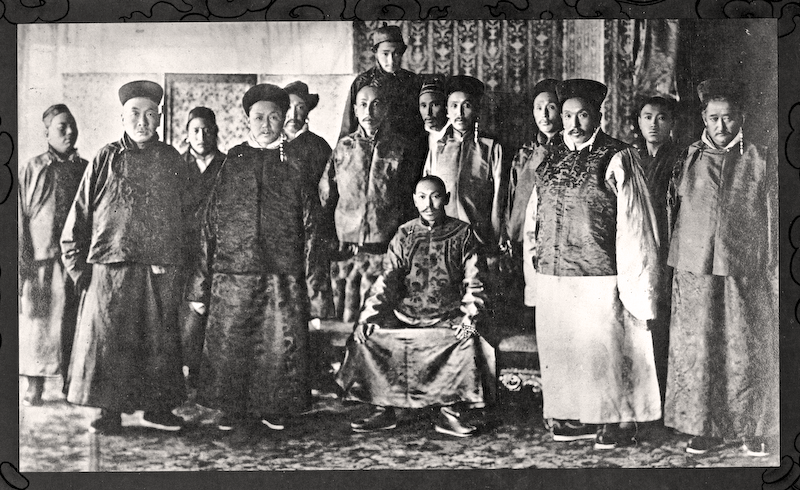
雪康·顿珠彭措與第十三世達賴喇嘛

雪康·顿珠彭措（藏語：ཞོལ་ཁང དོན་གྲུབ་ཕུན་ཚོགས，威利转写：zhol khang don grub phun tshogs，约1862年—1925年），藏族，西藏贵族、噶厦官员。

## 生平
雪康·顿珠彭措是西藏贵族雪康家族成员。1888年时，他是米本。作为孜本姜健巴的一位助手，被派往帕里边境。1890年，他掌握了地方兵权，并且由五品升至四品。1896年，他是孜恰，控制色拉寺的经济帐目。他出任噶伦的具体时间不明。总之，从1900年到1902年，他都以噶厦官员的身份出现。因为曾经建议第十三世达赖喇嘛同英国达成一项协议，他和他的三位同事在1903年10月13日一起被解除了噶伦职务，并被监禁。经过夏扎·班觉多吉的争取，达赖喇嘛借口反正，在1907年重新任命雪康·顿珠彭措为三位伦钦之一。
后来，因川军开入西藏，他和达赖喇嘛共同逃往英属印度。汉人解除了他的职务，并下令对他进行通缉。1912年至1913年间，他同达赖喇嘛一起回到了拉萨。
1914年，他签署了第一次世界大战期间西藏噶厦向英国提供援助的函件。1916年、1923年、1924年的正式场合中，他都被简单提及。1924年，他成为十三世达赖喇嘛的侄子朗顿·贡嘎旺秋的代理人。
1925年，雪康·顿珠彭措逝世。